# Пајн Плејнс (Њујорк)
Пајн Плејнс (енгл. Pine Plains) насељено је место без административног статуса у америчкој савезној држави Њујорк.

## Демографија
По попису из 2010. године број становника је 1.353, што је 59 (-4,2%) становника мање него 2000. године.
| Група             | 2000.         | 2010.         |
| Белци             | 1.351 (95,7%) | 1.187 (87,7%) |
| Афроамериканци    | 6 (0,4%)      | 10 (0,7%)     |
| Азијати           | 6 (0,4%)      | 15 (1,1%)     |
| Хиспаноамериканци | 20 (1,4%)     | 114 (8,4%)    |
| Укупно            | 1.412         | 1.353         |